# Scooby!
Scooby! (Scoob!) è un film d'animazione del 2020 diretto da Tony Cervone, basato sul franchise Scooby-Doo. È stato scritto da Adam Sztykiel, Jack Donaldson, Derek Elliott e Matt Lieberman, e prendono parte come doppiatori Frank Welker (voce del protagonista e unico membro del cast originale a riprendere il proprio ruolo), Will Forte, Gina Rodriguez, Zac Efron e Amanda Seyfried.
È un reboot della serie di film di Scooby-Doo e crossover tra quest'ultimo e altre serie della Hanna-Barbera, tra cui Blue Falcon e Cane Prodigio, Capitan Cavey e le Teen Angels e Wacky Races. La trama del film segue la Mystery Gang, composta da Scooby-Doo, Shaggy, Fred, Daphne e Velma, che vengono arruolati da Blue Falcon per impedire a Dick Dastardly di aprire le porte degli Inferi e liberare Cerbero.
Il film inizialmente doveva essere distribuito nelle sale cinematografiche il 15 maggio 2020, dalla Warner Bros. Pictures. Tuttavia, a seguito della chiusura globale dei cinema dovuta alla pandemia di COVID-19, il film uscì direttamente in digitale il 26 giugno 2020 negli Stati Uniti e il 15 luglio in Italia. Nonostante abbia ricevuto recensioni contrastanti da parte della critica, è stato in testa nelle classifiche di noleggio digitale nei suoi primi tre weekend di distribuzione.

## Trama
Norville "Shaggy" Rogers è un ragazzino solitario, che fatica a farsi degli amici. Un giorno incontra un cucciolo di alano danese randagio con il quale fa subito amicizia e decide di chiamarlo Scooby-Doo. La notte di Halloween i due incontrano quelli che diventeranno i loro migliori amici e compagni di avventure: Fred Jones, Velma Dinkley e Daphne Blake. I cinque risolvono assieme il loro primo caso, smascherando il loro primo finto fantasma. Da quel momento diventano inseparabili e una volta cresciuti, iniziano a viaggiare per tutto il paese alla ricerca di misteri da risolvere, formando la Mistery Inc.
Quando il noto personaggio televisivo Simon Cowell propone alla Mistery Inc di fare finalmente un salto di qualità e diventare una vera società investigativa risolvi misteri, prima di iniziare a finanziarli cerca di convincere Fred, Velma e Daphne a escludere Scooby e Shaggy dalla squadra, ritenendo che questi rappresentino in realtà l'anello debole del gruppo, in quanto impegnati solo ad abbuffarsi tutto il tempo e a scappare. Offesi, Scooby e Shaggy decidono di lasciare spontaneamente la gang, prima che i loro amici possano fermarli. Quella stessa sera, mentre i due si consolano giocando a Bowling, vengono attaccati da dei misteriosi robot, chiamati "Rotten", intenzionati a rapirli. Durante la fuga, vengono catturati dal raggio traente di una misteriosa aeronave e una volta a bordo, scoprono di essere sulla Falcon Fury, l'aeronave del supereroe Blue Falcon e del suo compagno d'avventure, il cane robot Dynomutt, eroi di Shaggy e Scooby in gioventù. Nel frattempo, Fred e gli altri si accorgono della scomparsa dei loro amici e riescono a trovare uno dei robot che li hanno attaccati. Grazie a delle analisi condotte da Velma, scoprono che l'automa appartiene a Dick Dastardly, un ben noto super cattivo.
A bordo della Falcon Fury, Shaggy e Scooby fanno la conoscenza di Dynomutt, Dee Dee Sykes (la giovane assistente di Blue Falcon) e Brian, figlio del Blue Falcon originale, che ha da poco ereditato il costume e l'identità del padre, ora in pensione. I tre spiegano a Scooby e Shaggy che Dastardly sta cercando i tre teschi di Cerbero, tre antiche reliquie in grado di aprire una porta per il regno degli Inferi, ove si trova la stanza del tesoro di Alessandro Magno. Ignorano però cosa voglia Dastardly da Shaggy e Scooby. Quest'ultimo riesce a rintracciarli a bordo della propria aeronave e cerca di catturarli, ma la Falcon Fury riesce a sfuggirgli. Intanto Velma scopre, indagando su Dastardly, che negli ultimi tempi il criminale ha svolto numerose ricerche su diversi cani in tutto il mondo, compreso Scooby, e che tutti questi cani sono imparentati alla lontana con Peritas, il cane di Alessandro Magno, l'unico in grado di aprire la stanza del tesoro.
Scooby e gli altri vengono attirati in una trappola da Dick Dastardly, in un vecchio luna park abbandonato in Romania, convinti che vi si trovi uno dei teschi di Cerbero, il criminale sguinzaglia contro di loro i Rotten e cerca di catturare Scooby affermando che Shaggy non gli è utile in alcun modo e di aver già recuperato due teschi. Il gruppo riesce a fuggire e a trarre in salvo Scooby Doo ma Shaggy inizia a sentirsi escluso e a diventare geloso delle attenzioni che il cane riceve da Blue Falcon e gli altri, teme infatti di star perdendo il suo migliore amico. Intanto Dastardly rapisce Fred, Velma e Daphne, per poterli usare contro i loro amici: mentre sono sull'aeronave scoprono che Dastardly aveva un fido compagno di crimini, il cane Muttley. Quando Dastardly provò per la prima volta ad accedere alla stanza del tesoro negli inferi, senza utilizzare i teschi, mandò Muttley per primo. Il cane cercò poi di tornare indietro ma il portale si era già richiuso dietro di lui, in quanto non era il cane giusto. La ragione per cui Dastardly sta quindi cercando di riaprire il portale, non è il tesoro ma salvare Muttley, da anni prigioniero negli inferi.
Finalmente Blue Falcon e la sua squadra scoprono l'ubicazione dell'ultimo teschio, si trova svariati chilometri nel sottosuolo del Polo Nord, dove si è sviluppato un particolare ecosistema fermo ad una sorta di era preistorica. Qui Shaggy litiga con Scooby, rinfacciandogli di non tenere più alla loro amicizia, quando il cane decide di andare a cercare il Teschio con Blue Falcon e gli altri. Questi incontrano uno strano cavernicolo di bassa statura, Capitan Caveman, il guardiano del teschio, che sfida Scooby e Blue Falcon in un combattimento nell'arena, perché guadagnino il possesso della reliquia. Intanto, Fred, riuscito non si sa come a fuggire da Dick Dastardly, rintraccia Shaggy e lo convince a raggiungere Scooby Doo. Quest'ultimo e Blue Falcon, intanto, vengono facilmente sconfitti da Capitan Caveman e riescono a salvarsi solo grazie a Dee Dee e Dynomutt che neutralizzano il cavernicolo. Nello stesso momento arrivano Shaggy e Fred, il quale si rivela essere Dick Dastardly travestito, che rapisce Scooby e si impossessa del teschio, per poi fuggire, dopo essersi sbarazzato del vero Fred, di Velma e di Daphne, che vengono soccorsi da Blue Falcon e gli altri. Dastardly quindi fugge alla volta della città di Atene, dove intende aprire il portale per gli inferi.
Tutti sono sfiduciati e cominciano a litigare tra loro, finché Shaggy, sentendosi in colpa per aver permesso alla gelosia e al suo senso di inadeguatezza di minare la sua amicizia con Scooby, esorta il gruppo a ripartire per fermare Dastardly e salvare il loro amico. Il criminale trascina il malcapitato cane fino ad Atene e utilizzando i tre teschi di Cerbero, riesce a materializzare il portale degli Inferi. Tuttavia quando si serve della zampa di Scooby per aprirlo, Cerbero, il leggendario cane infernale e custode del tesoro, riesce a varcarlo e giunge nel regno dei vivi, intenzionato a distruggerlo e scatenare l'Inferno sulla Terra.
Shaggy e gli altri giungono troppo tardi e decidono di affrontare il mostro, decisi a ricacciarlo nell'Oltretomba e sigillarne l'entrata. Così mentre Shaggy, Scooby, Blue Falcon e i suoi compagni distraggono Cerbero; Fred, Velma e Daphne esaminano il portale e la pagina di un antico codice che Fred aveva precedente rubato dalla nave di Dastardly. Scoprono che il portale può essere sigillato nuovamente ma ad un prezzo molto alto. Dick Dastardly approfitta del trambusto per precipitarsi nella stanza del tesoro, che ignora per lanciarsi al salvataggio di Muttley, miracolosamente ancora vivo e lo riabbraccia con gioia. In seguito i due fuggono portandosi via una parte del tesoro.
Scooby e gli altri, con l'aiuto dei Rotten di Dastardly che Daphne era riuscita precedentemente a portare dalla propria parte, riescono a ricacciare Cerbero negli inferi ma Velma spiega che, secondo le iscrizioni, l'unico modo per chiudere la porta è da entrambi i lati, quindi dovranno essere due persone a farlo: l'erede di Peritas, cioè Scoby Doo e il suo migliore amico, ovvero Shaggy. Inizialmente Scooby vorrebbe sacrificarsi restando negli Inferi, ma all'ultimo Shaggy si sostituisce a lui e convince il suo amico a sigillare il portale con lui dentro. Scooby e la gang cadono preda dello sconforto per aver perso il loro amico, tuttavia Velma ritiene che Alessandro Magno non avrebbe mai accettato di separarsi del suo migliore amico ed è convinta che avesse escogitato un piano alternativo. Immediatamente compare una statua che lo raffigura insieme a Peritas. Quando Scooby tocca il sigillo posto sulla statua Shaggy riesce a tornare, per la felicità di tutti. Poco dopo i Rotten, rivoltatisi contro Dastardly e Muttley, catturano i due malviventi che vengono presi in consegna da Blue Falcon.
Tempo dopo, la nuova Mistery Inc apre finalmente i battenti, includendo Shaggy e Scooby. Infatti, Fred, Velma e Daphne comprendono finalmente che i due rappresentano un elemento insostituibile per la Mistery Gang, ovvero il cuore. All'inaugurazione presenziano anche Blue Falcon (come DJ), Dynomutt e Dee Dee. Finiti i festeggiamenti, la Mistery Inc viene ingaggiata per risolvere un nuovo caso.
Durante i titoli di coda, la popolarità della Mistery Gang aumenta e vengono visti consultare il dottor Benton Quest (padre di Jonny Quest) dopo aver lasciato i Rotten alle sue cure. Blue Falcon e Dynomutt formano la Falcon Force con dei nuovi membri: Capitan Caveman, lo squalo Jabber Jaw, Atom Ant e Grape Ape. Infine Muttley riesce a fare evadere Dick Dastardly di prigione.

## Personaggi
- Scooby-Doo: (doppiato da Frank Welker in inglese e da Nanni Baldini in italiano) – è un alano, protagonista del film
- Shaggy Rogers: (doppiato da Will Forte in inglese e da Oreste Baldini in italiano)
- Fred Jones: (doppiato da Zac Efron in inglese e da Francesco Bulckaen in italiano)
- Daphne Blake: (doppiata da Amanda Seyfried in inglese e da Domitilla D'Amico in italiano)
- Velma Dinkley: (doppiata da Gina Rodriguez in inglese e da Rachele Paolelli in italiano)
- Blue Falcon: (doppiato da Mark Wahlberg in inglese e da Maurizio Merluzzo in italiano)
- Dynomutt: (doppiato da Ken Jeong in inglese e da Gabriele Sabatini in italiano)
- Dee Dee Sykes: (doppiata da Kiersey Clemons in inglese e da Eva Padoan in italiano)
- Dick Dastardly: (doppiato da Jason Isaacs in inglese e da Pino Insegno in italiano) – È l'antagonista principale del film
- Muttley: (doppiato da Billy West in inglese e da Massimiliano Alto in italiano)
- Capitan Caveman: (doppiato da Tracy Morgan in inglese e da Luigi Ferraro in italiano)
- Simon Cowell: (doppiato da se stesso in inglese e da Simone D'Andrea in italiano)

## Distribuzione
Il film era precedentemente previsto ad uscire il 21 settembre 2018, prima di essere posticipato al 15 maggio 2020 negli Stati Uniti e 14 maggio in Italia. Tuttavia, il 24 marzo l'uscita del film venne rimandata a data da destinarsi, a seguito della chiusura delle sale cinematografiche imposta dalle misure restrittive previste per la pandemia di COVID-19. In seguito fu annunciato che Warner Bros. avrebbe distribuito il film negli Stati Uniti e in Canada direttamente in video on demand anziché nei cinema.
Il 18 giugno è stato annunciato che il film sarebbe stato disponibile in streaming negli Stati Uniti su HBO Max a partire dal 26 giugno 2020, e in 4K UHD, Blu-ray e DVD il 21 luglio 2020. In Italia il film è uscito in video on demand dal 15 luglio 2020.
A seguito della riapertura di alcune sale con dovute restrizioni, Warner Bros. ha distribuito il film al cinema in un numero limitato di paesi, tra cui in Francia, Paesi Bassi e Svizzera l'8 luglio 2020.

## Promozione
Il trailer ufficiale è stato diffuso il 5 marzo 2020.

## Accoglienza
Scooby! è stato il film più noleggiato su Prime Video, Google Play, FandangoNow, Spectrum e iTunes Store nel suo weekend di apertura. Sebbene la Warner Bros. non abbia riportato le cifre ufficiali, il film ha registrato un conteggio di vendita superiore a quello di Trolls World Tour, che ha incassato 40 milioni di dollari nei primi tre giorni. È rimasto il film più venduto in tutte le piattaforme nel suo secondo e terzo fine settimana. Alla sua quarta settimana è rimasto al primo posto su FandangoNow, mentre è sceso al secondo posto su Amazon Prime e al quarto posto nelle classifiche di iTunes.
Nel suo quinto fine settimana, Warner Bros. ha abbassato il prezzo da $19,99 a $14,99, e il film è arrivato secondo su FandangoNow, Amazon Prime e Spectrum e quinto su iTunes. Deadline Hollywood ha stimato che a metà giugno il film aveva incassato circa il 35-40% in meno rispetto a Trolls World Tour (che aveva totalizzato vendite per almeno $100 milioni nel suo primo mese).

### Incassi
A causa della pandemia di COVID-19, Scooby è uscito nelle sale cinematografiche solo in un numero molto limitato di paesi, tra cui in Francia, Paesi Bassi, Germania, Svizzera e Vietnam il 10 luglio 2020. Ha incassato 1,8 milioni di dollari nel fine settimana di apertura, mentre durante il secondo fine settimana ha incassato 243.000 dollari nei Paesi Bassi e 266.000 dollari in Spagna. Durante il fine settimana del 31 luglio, il film ha incassato 1,3 milioni di dollari da 13 paesi. Ha incassato un totale di 28,5 milioni di dollari.

### Critica
Il film ha ricevuto recensioni miste da parte della critica. Il sito aggregatore di recensioni Rotten Tomatoes riporta che il 48% delle 145 recensioni professionali ha dato un giudizio positivo sul film, con un voto medio di 5.3 su 10. Il consenso critico del sito recita: "Scooby! è abbastanza divertente per i giovani spettatori e alcuni fan accaniti, ma non risolve mai del tutto il mistero del perché il pubblico non dovrebbe invece guardare vecchi episodi." Su Metacritic il film detiene un punteggio di 43 su 100, basato sul parere di 34 critici, indicando "recensioni miste".
Nella sua recensione per The Mercury News, Randy Myers ha scritto: "Scooby! è una sorpresa sciocca e brillante - un reboot fantasioso che rispetta le sue radici televisive di cani irsuti ma abbastanza intelligente da aggiungere piccole quantità, non palate, di ironici riferimenti alla cultura di massa e film." Michael Phillips del Chicago Tribune ha dato al film 2,5 stelle su 4 e ha dichiarato: "Sono ragionevolmente felice di riferire che si tratta di un reboot ragionevolmente deviante. È anche ridicolmente impacchettato, pieno zeppo di personaggi dei cartoni animati di Hanna-Barbera di varie serie TV oltre Scooby-Doo! Dove sei tu?. Peter DeBruge di Variety ha scritto che "questo tentativo attraente ma calcolato di collegare Scooby-Doo ad altri personaggi di Hanna-Barbera abbandona il divertente format da detective per adolescenti dello show."

## Prequel
Nel giugno 2021 il regista Tony Cervone annunciò che un sequel del film era in lavorazione, dichiarando: "In realtà, siamo ancora in fase di sviluppo di Scooby 2. Non è stato ancora annunciato ufficialmente, ma è qualcosa di cui siamo tutti entusiasti. L'intero team creativo che ha realizzato il primo film tornerà e sta lavorando su qualcosa di nuovo. È stato bello creare questo universo cinematografico di Hanna-Barbera, ed è emozionante tornarci." Nel dicembre 2021 venne confermato che la pellicola sarebbe stata un prequel con il titolo Scoob! Holiday Haunt, il quale sarebbe dovuto uscire sulla piattaforma streaming HBO Max l'anno seguente. Tuttavia, il 2 agosto 2022, in seguito all'unione di Warner Brothers e Discovery, il film è stato cancellato, nonostante la produzione fosse quasi ultimata. Le motivazioni citate furono le misure di taglio dei costi dell'azienda e le valutazioni finanziarie dello studio di concentrarsi sulle distribuzioni cinematografiche. Secondo il co-sceneggiatore Paul Dini, il film era "finito al 95%".